# Andrena parathoracica
Andrena parathoracica là một loài Hymenoptera trong họ Andrenidae. Loài này được Hirashima mô tả khoa học năm 1957.